# Nouzilly
Nouzilly é uma comuna francesa na região administrativa do Centro, no departamento Indre-et-Loire. Estende-se por uma área de 40,22 km². Em 2010 a comuna tinha 1 278 habitantes (densidade: 31,8 hab./km²).